# Эппенштайн (замок)
Эппенштайн (нем. Burg Eppenstein, позднее именуемый Альт-Эппенштайн (Alt-Eppenstein)) — руины средневекового замка в коммуне Эппенштайн в Верхней Штирии, в регионе Мурталь, Австрия.

## История

### Ранний период
Замок Эппенштейн впервые упоминается в 1160 году как укрепление, которое принадлежит семье фон Траунгауер (графский, а позднее герцогский род). Однако, вероятно, самый первый замок был деревянным и возведён ещё в X веке. В Средние века мимо крепости в узком проходе долины Границенбах проходил важный торговый маршрут с севера на юг через перевал Обдахер Заттель.
Неизвестно, назвали ли маркграфы Эппенштейн построенный к западу от крепости Альт-Эппенштейн новый замок (также не каменный, а созданный из брёвен и земли) в честь старого. Но известно, что род, считавшийся собственником самой ранней крепости пресёкся ещё в 1122 году.
Прежнее укрепление вскоре перешло во владение семьи фон Вильдон. Однако, когда стало известно, что представители рода фон Вилдон оказались замешаны в заговоре против богемского короля Пржемысла Оттокара II. В нём разместился королевский гарнизон. Этот период стал в истории Австрии эпохой междуцарствия.
В 1278 году после поражения Оттокара в Битве на Моравском поле против армии Габсбургов род Вильдон вновь оказался собственником замка. Воины из числа сторонников Оттокара, которые оставались в крепости, были убиты. Но вскоре Эппенштайн оказался в других руках. Среди владельцев неприступной крепости побывали герцоги Каринтии, семьи Колледо, Надашди, Пранкх, Сесслер, Грабен фон Штайн и другие.
В 1478 году замок подвергся масштабной реконструкции. Прежние сооружения перестроили в готическом стиле. Причём собственники в ходе ремонтных работ неоднократно менялись.
Замок действительно был неприступным и мог оказаться во власти врагов только в результате измены.

### XVI век и позднее

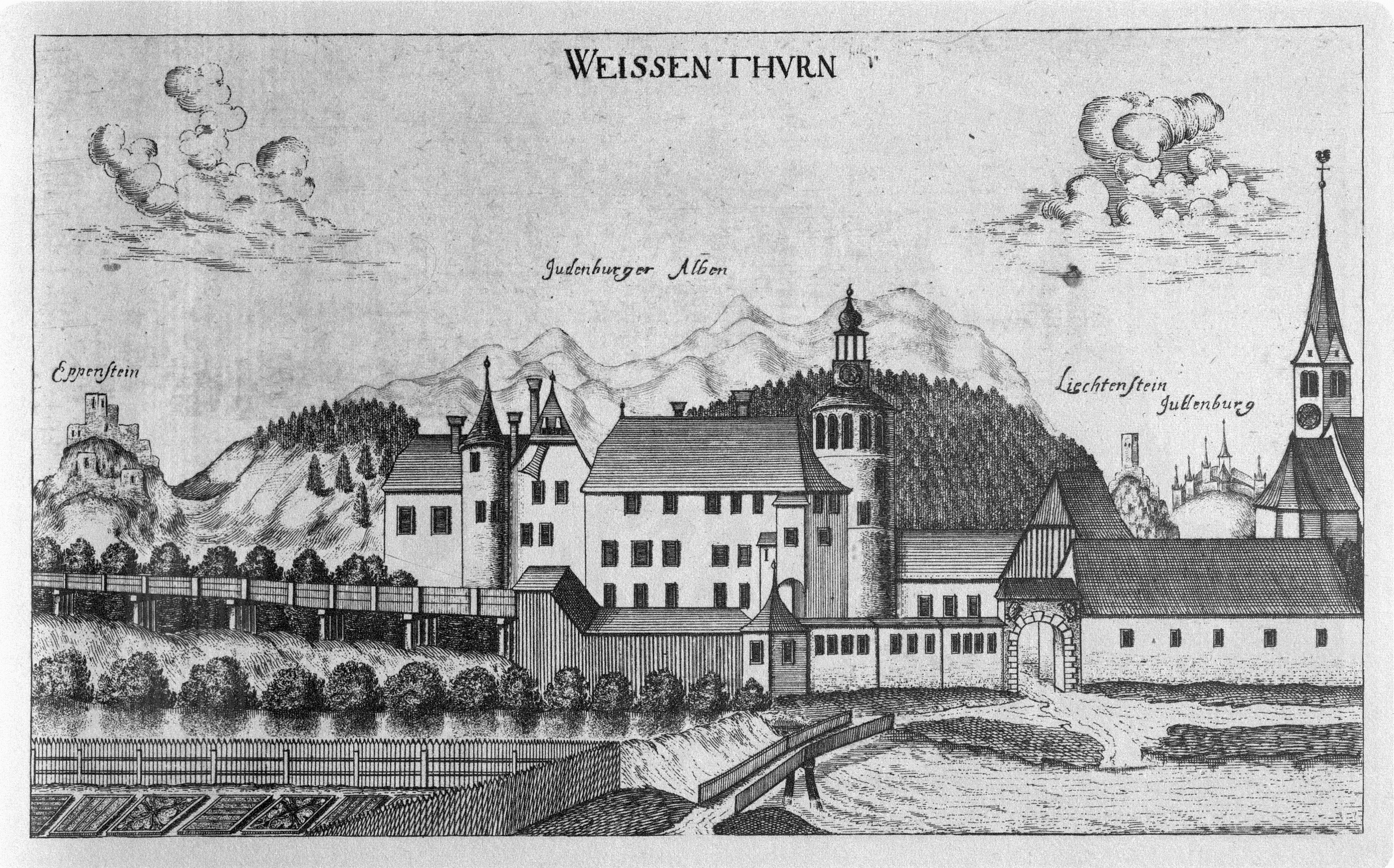
Руины замка на рисунке 1681 года

В первой половине XVI века в крепости случился крупный пожар, а затем в регионе произошло сильное землетрясения. Но в 1570 году замок был частично восстановлен. Однако после появления крепости Ное-Эппенштейн старые укрепления уже не считались неприступными. Их ремонтом никто не занимался и сооружения стали ветшать.
Уже в 1583 году очевидцы сообщали, что Эппенштайн представляет собой печальное зрелище.
К началу XVII века замок покинули последние обитатели. Здания пришли в полный упадок. После XVIII века Эппенштайн оставался в руинах, а ремонтные работы не производились.

### XXI век
Ассоциация «Замок Эппенштайн» неоднократно пыталась привлечь инвесторов для реставрации старинной крепости. Но переговоры не увенчались успехом.

## Расположение
Руины некогда неприступной твердыни расположены на вершине крутой скалы над деревней Эппенштайн. Основание крепости находится на высоте около 736 метров над уровнем моря.

## Описание замка
Жилые здания в прежние времена были окружены толстыми кольцевыми стенами. Их основание напоминает неправильный пятиугольник. Цитадель находилась в центре укреплений на самой высокой точке скалы. Подходы к Эппенштайну были настолько круты и трудно проходимы, что надобности в форбурге не имелось.
Подход к массивным главным воротам прикрывал глубокий ров, через который пролегал подъёмным мост. Изначально главным объектом защиты служил высокий фридберг. Но позднее важным фортификационным объектом стали не только высокие стены, но и два артиллерийских бастиона.
Проникнуть в Эппенштайн можно было только по узкой тропе. Это обстоятельство и превращало замок в неприступную твердыню.

## Галерея

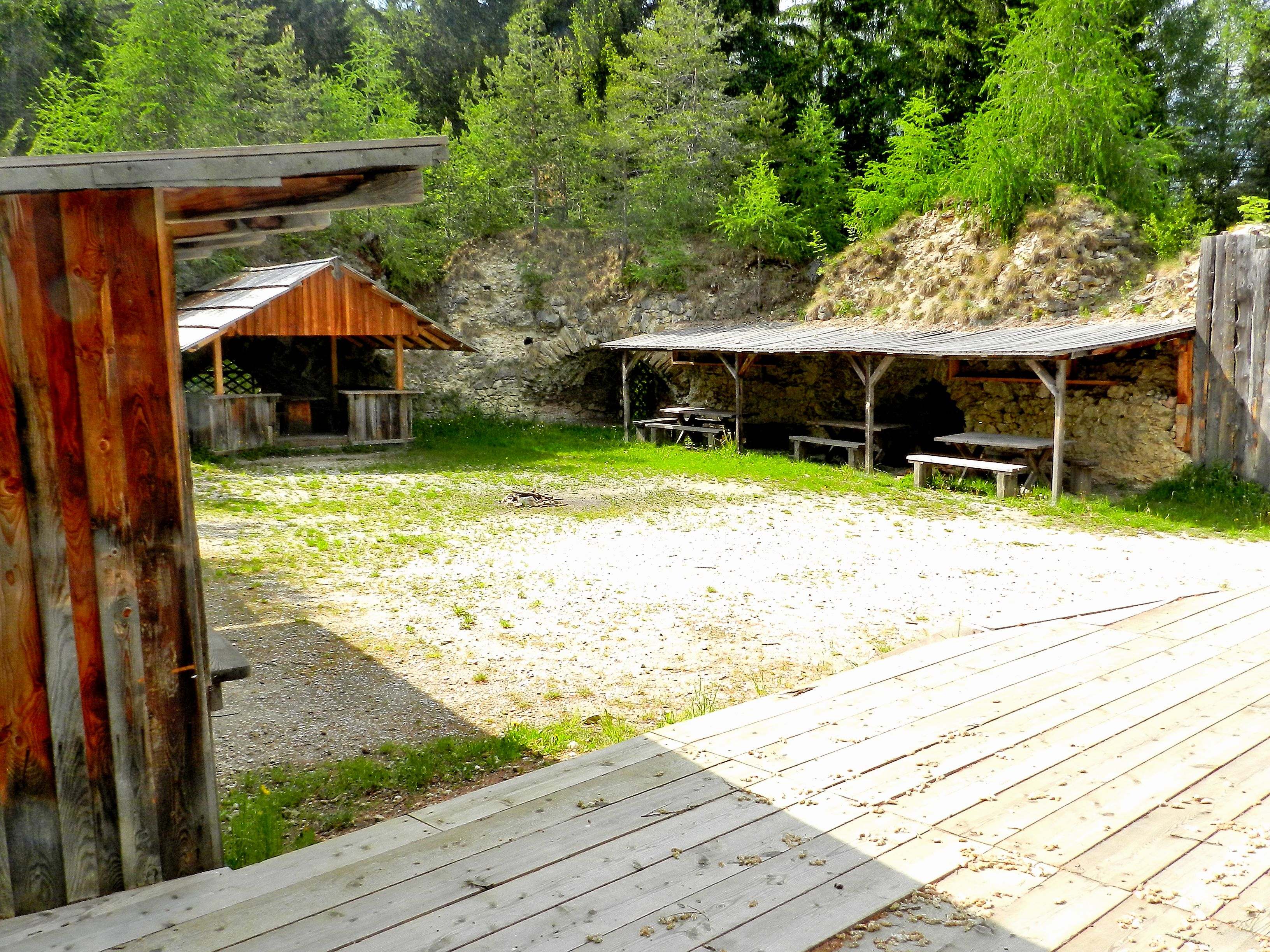
Внутренний двор замка
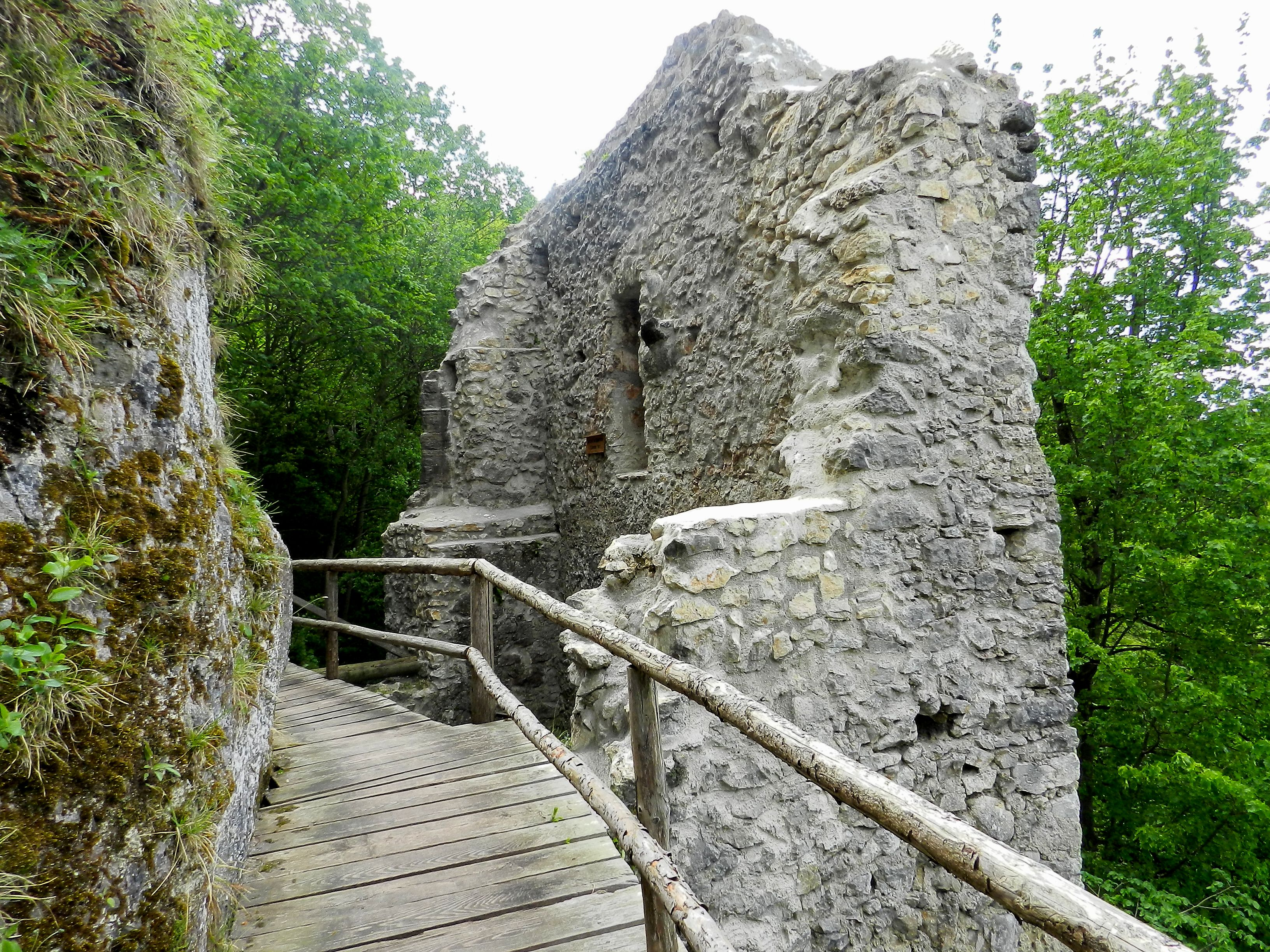
Мост, ведущий в замок
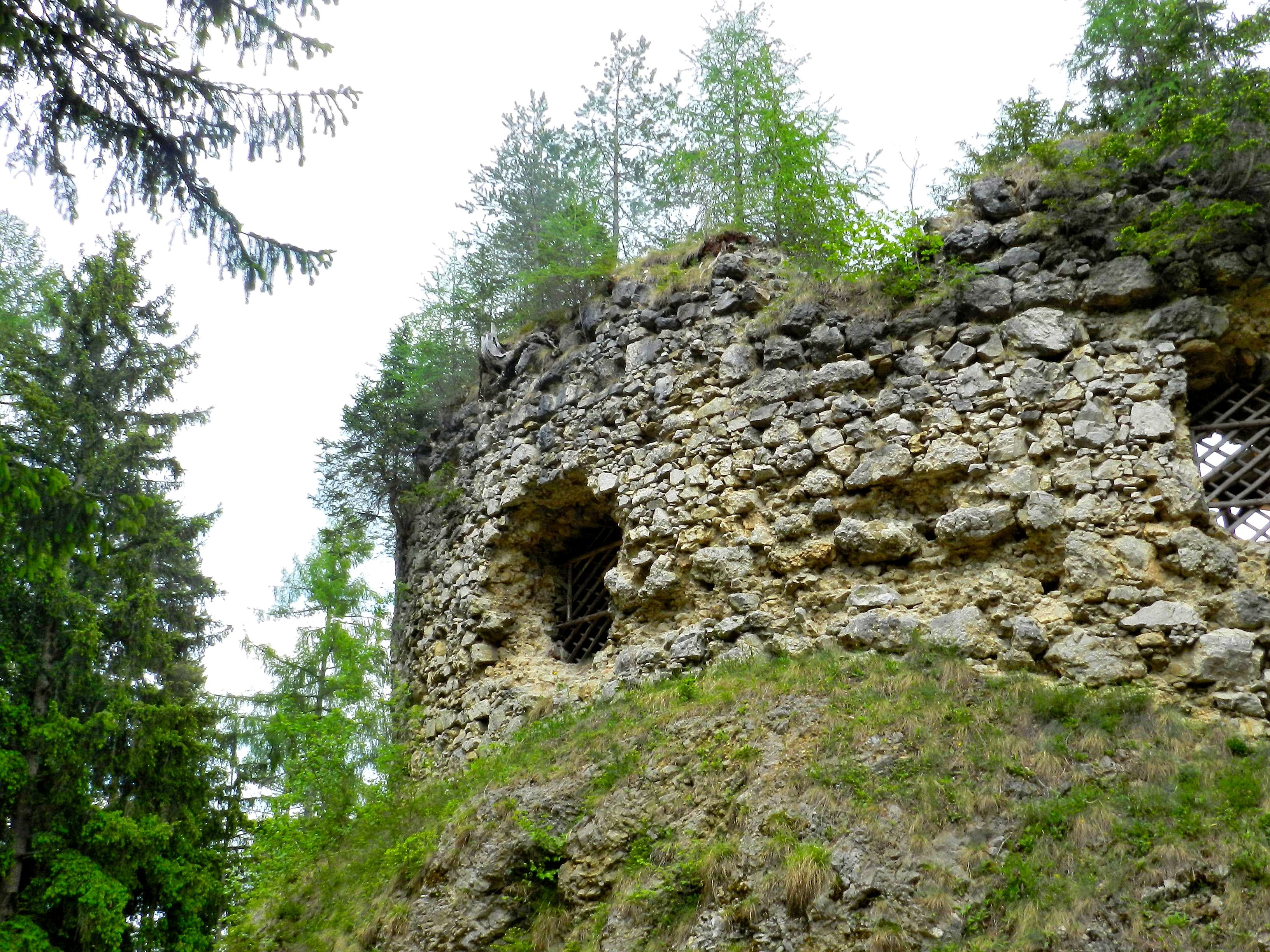
Руины кольцевых стен
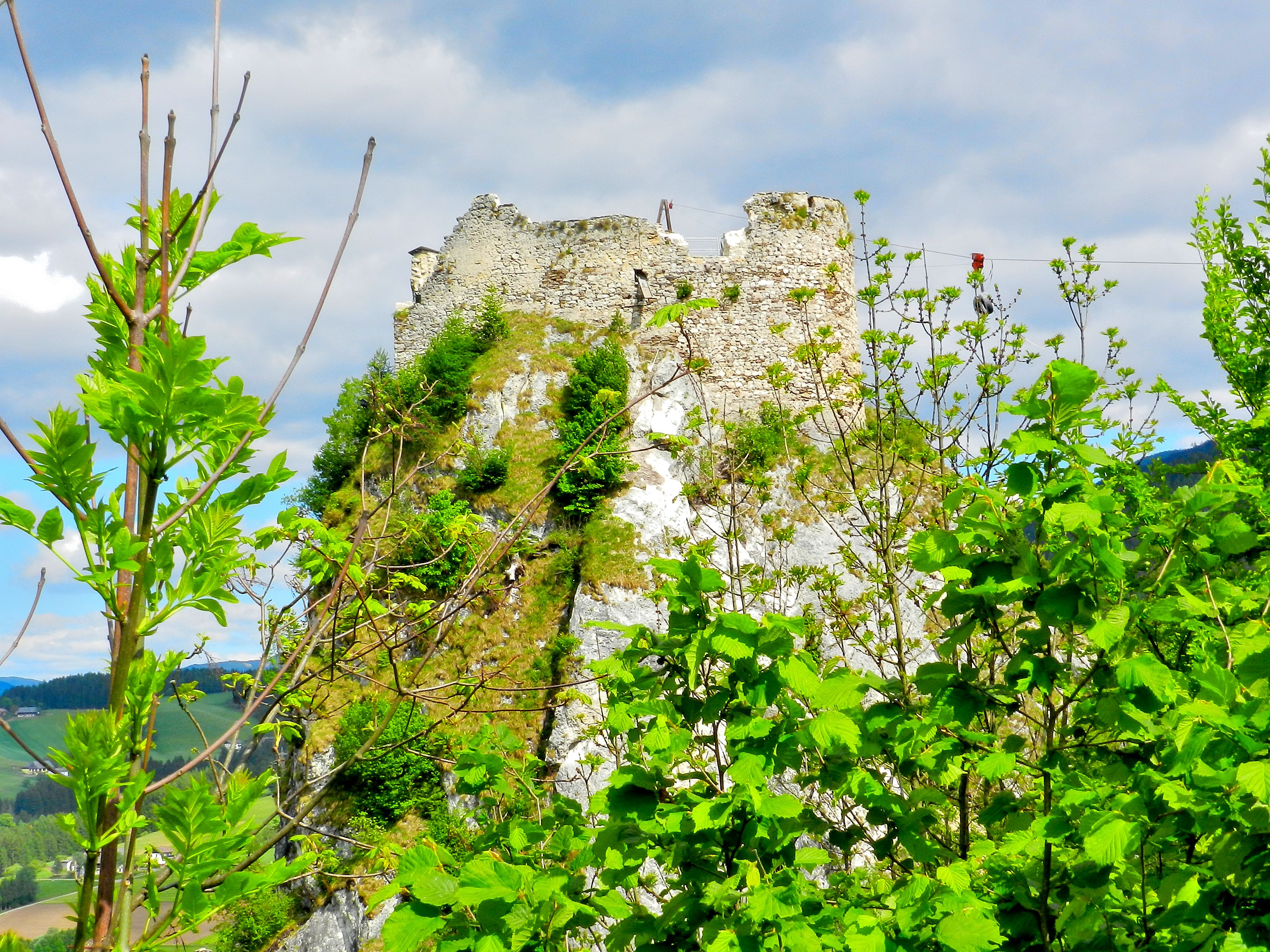
Руины замка снаружи